# Kirche Sophienhof

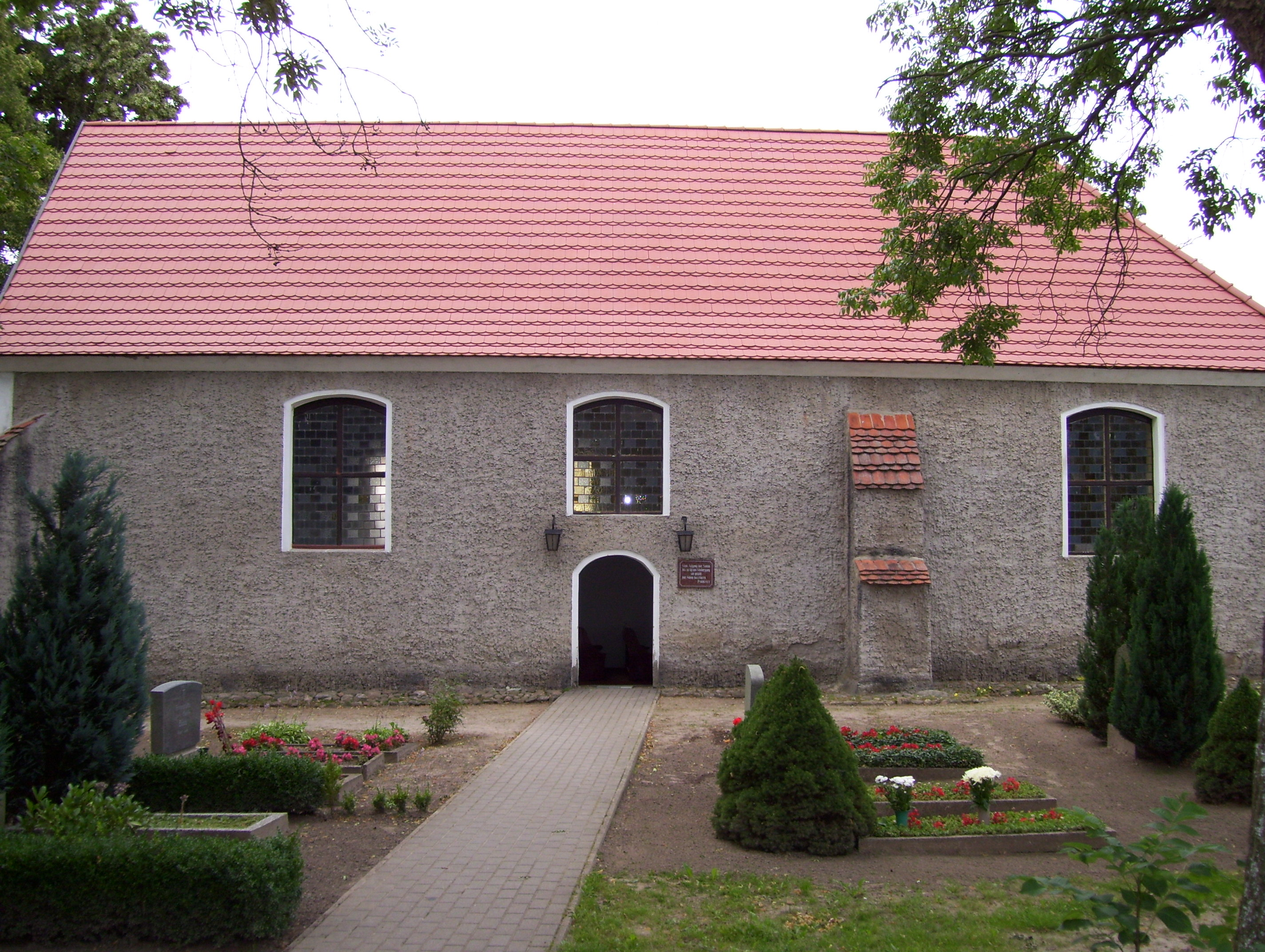
Kirche Sophienhof

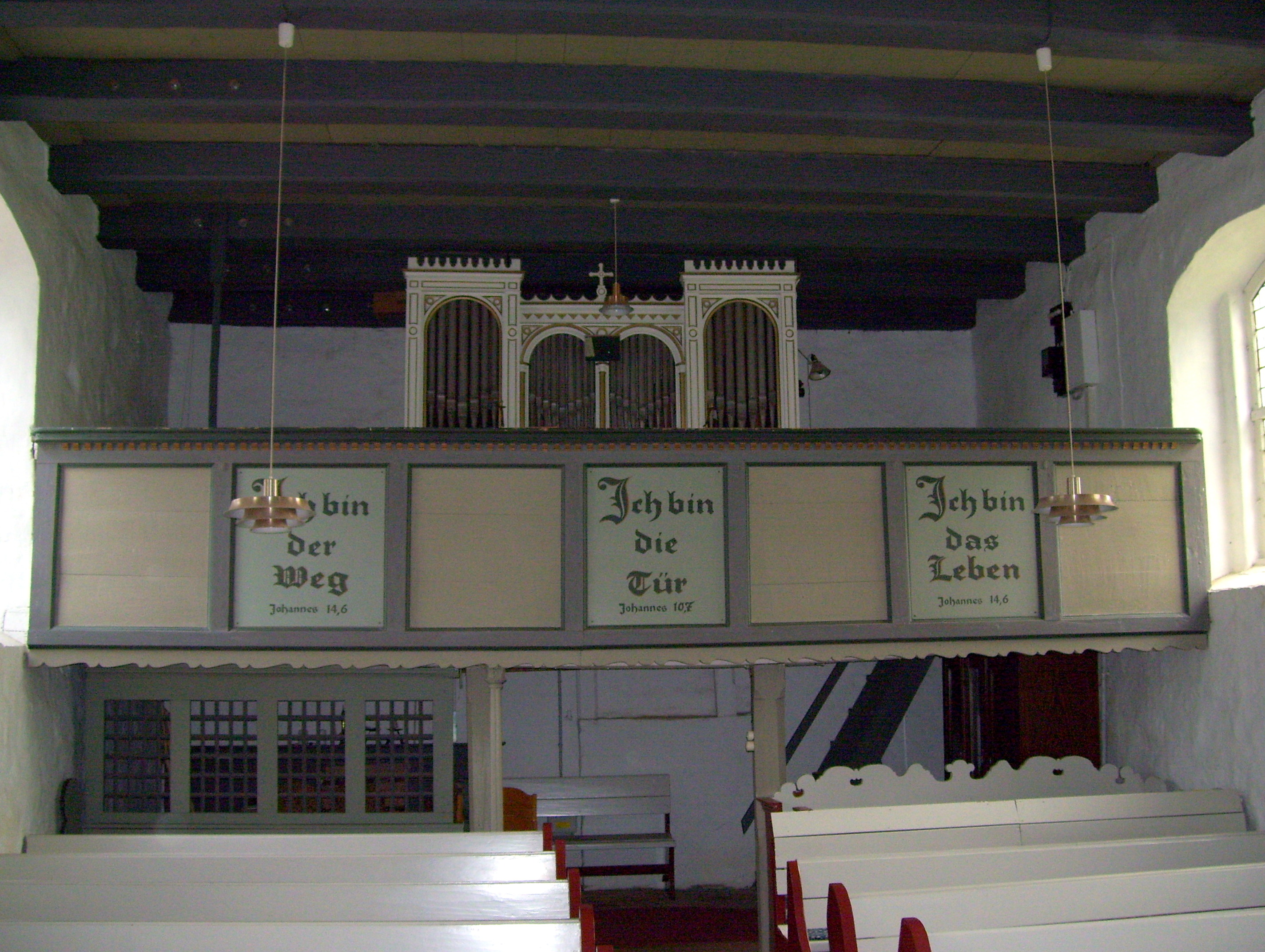
Orgelempore

Die Kirche Sophienhof ist die Pfarrkirche in Sophienhof, einem südlich der Peene gelegenen Ortsteil der Stadt Loitz im Landkreis Vorpommern-Greifswald. Zur evangelischen Kirchengemeinde Sophienhof gehören die Kirchen in Kletzin und Ückeritz.
Herzog Barnim I. von Herzogtum Pommern schenkte das Kirchenpatronat über die Kirche des Heiligen Pankratius, in dem damals Cirbrezin genannten Ort, dem Kloster Ivenack. Nach der Einführung der Reformation ging das Patronat an den jeweiligen Landesherrn über.
Die Kirche wurde aus Feldstein auf rechteckigem Grundriss errichtet. 1766 erfolgten bauliche Veränderungen. An den Ecken und rechts des Südportals befinden sich gestufte Strebepfeiler. An den Seiten befinden sich je drei segmentbogige Fenster. Das Dach des Putzbaus ist am Ostgiebel abgewalmt.
Im Inneren hat die Kirche eine flache Balkendecke. Ein Tafelbild von 1707 zeigt Jesus Christus in Gethsemane. Die Orgel wurde um die Mitte des 19. Jahrhunderts in der Werkstatt von Friedrich Albert Mehmel gebaut.
Auf dem Kirchhof befindet sich ein freistehender Glockenstuhl.